# 伊內阿達氾濫平原森林國家公園
41°49′10″N 27°57′14″E / 41.81944°N 27.95389°E

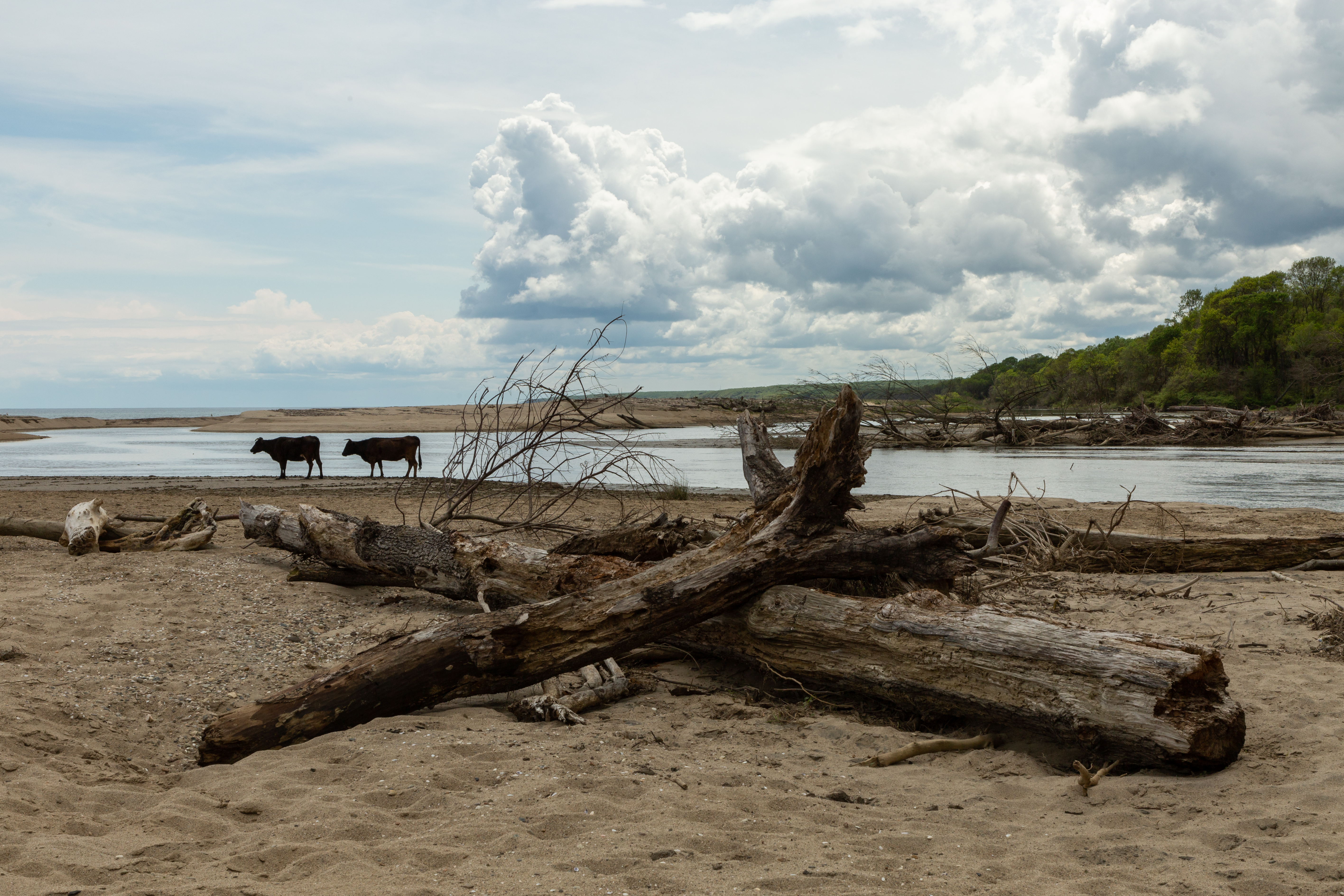

伊內阿達氾濫平原森林國家公園是土耳其的國家公園，位於該國西北部克爾克拉雷利省，成立於2007年11月13日，面積32平方公里，涵蓋沼澤、湖泊和沿海沙丘等生態系統。